# بلدة رابيد ريفر (ميشيغان)
رابيد ريفر (بالإنجليزية: Rapid River Township, Michigan)‏ هي بلدة تقع بولاية ميشيغان في الولايات المتحدة. تبلغ مساحتها 91.5 (كم²)، وترتفع عن سطح البحر 315 م، بلغ عدد سكانها 1005 نسمة في عام تعداد الولايات المتحدة 2000 حسب إحصاء مكتب تعداد الولايات المتحدة وتصل الكثافة السكانية فيها 11 نسمة/كم2.

## وصلات خارجية
- The US50 - Cities and Towns in Michigan State
- Michigan Cities and Towns, Facts, Map, Flag, Colleges, Government, and More